# 黃琪 (1992年)
黃琪（1992年12月12日—），外號騙扁小子，本名黃照岡，英文名Charlier Huang，是台灣詐欺犯。因前總統陳水扁曾找他以塔羅牌占卜而一夕成名。

## 生平
據今日新聞報導，黃琪生父為福得小客車租賃有限公司創辦人黃世鑫，該車行為台北喜來登大飯店長期合作車行。此外，其家族事業似與環球小客車租賃股份有限公司有關。但黃琪為該創辦人與情婦所生的非婚生子，據悉，由於這個緣故，其母子生活經濟來源並不穩定，甚至在該創辦人過世後即面臨無以為繼的境況，故而社會在反思其偏差性格形成因素時，對其成長背景亦多有著墨。
據説幼年曾到英國唸書一、二年。原就讀鄰近住家的台北市士林國小，於小學四、五年級間，轉學至台北市洲美國小，並於該校畢業。據其洲美國小同學表示黃照岡是五年級才從國外轉來，此項經歷與原就讀士林國小不符。曾向同學說自己是喜來登飯店董事長。
據其舅舅指稱，黃照岡小時候智力測驗分數非常高，行為很令人頭痛，曾玩滅火器弄得小朋友滿身都是。
就讀台北市立至善國中，其間因曠課過多，無法獲得畢業文憑，而向校方交涉爭取。在他離校之後，接任學校首長的新科校長鍾芷芬曾在在校內宣告學校招生人數驟減是受到他的負面影響。
據黃琪自述，於國二後即離開其母在外；但鑒於黃本人說話經常顛三倒四，因此一般相信出於其自身陳述的生平經歷，反倒不若經由相關當事人陳述拼湊出來的接近事實。
據2014年《時報周刊》報導，被判7年入獄服刑的黃琪竟在舍房內，對同房獄友口交性侵。
近年因詐騙事件陸續爆發，不斷面臨刑責或社會輿論指責仍無收斂跡象，且詐騙手法巧妙連環相扣、引人入甕，而被中國大陸及台灣媒體與網民比擬為台灣版神鬼交鋒，或現代版白賊七。
2018年12月，法官傳喚黃琪之母劉正秋，瞭解年初遭起訴後神隱的黃照岡身體狀況，並要求她擔任輔佐人，黃母雖答應，卻淚灑法庭說：「我想切斷關係，他死了算了。」黃琪聽後激動大喊：「我不要回家。」
2019年10月，針對黃琪冒充國泰集團千金蔡佳玲，要求晶華酒店等飯店給予入住優惠一案，台灣高等法院考量黃琪已及賠償被害人並和解，依7個詐欺罪合併判1年8月徒刑，得易科罰金60萬元定讞；扣除遭羈押天數折抵刑期，黃琪共繳清46萬7千元罰金。
2019年12月，黃琪因與一周姓友人來往，被控偽造文書。黃琪宣稱握有一份「授權書」，由周男授權他可使用其身分開戶、租屋等，經台北地方法院多次開庭，卻始終無法提出證明；黃琪宣稱授權書檔案存在手機內但已損壞，要聲請鑑定，被法官問到急了，黃琪激動大喊：「不然你們又說我說謊！」。
2021年4月，台北地院依洗錢等罪嫌，判黃琪1年4月徒刑，犯罪所得2317萬元宣告沒收，並命他強制工作3年，另外違反個人資料保護法等部份，判刑1年2月，得易科罰金42萬元。
2022年8月26日，台灣高院判定黃琪洗錢方面無罪；違反個資法方面判5月，得易科罰金15萬元。
2023年1月19日台北地方法院認為，黃琪向劉婦詐欺訴訟費2317萬元並洗錢，判刑1年4月，併科罰金10萬元。北院另就黃琪假冒張清芳名義、借調榮總檢體、申請台大分機、訂購中衛口罩等犯行，判刑1年2月，得易科罰金。並應於執行前強制工作3年。
台灣高等法院審理時，黃琪撤回部分上訴，審理範圍只剩黃琪假冒楊泮池助理名義向台北榮民總醫院借調友人母親檢體，以及向劉婦詐欺並洗錢等案情。
高院認定，借調檢體部分構成犯罪，依個人資料保護法非法利用個人資料罪，判黃琪5月徒刑，得易科罰金；至於向劉婦詐欺並洗錢等，因罪證不足，判黃琪無罪。最高法院今天駁回檢方上訴，全案定讞。

## 詐騙歷程
2006年，冒充台北之音音樂總監至台北喜來登大飯店訂房；2007年1月29日，假冒Hit FM音樂總監名義到慈恩園向許瑋倫上香，迫使台北之音發公開聲明無此員工。
2007年4月21日，涉嫌謊稱為台北之音DJ「吳嘉文」，在網路男同志聊天室以暱稱「噢......快來包養我吧！」散播援交訊息，被警方逮捕後獲得緩起訴。警方後來查出吳嘉文另有其人，曾與黃琪出遊，進而身份遭到冒用。黃琪冒用他人身份應訊，檢方以偽造文書罪嫌偵辦。 
同年5月，以假學歷（自稱留英雙碩士）謊稱25歲，於《獨家報導》前總編輯蕭嘯所創立的《創意生活誌》擔任執行副總編輯。工作3個月，挪用公款被開除。
同年6月，黃照岡因國三時常請假不上課而無畢業資格，回母校至善國中指責教職員，若不核發其畢業證書，將是「阻擋我大好前途的罪人」。至善國中教職員一開始並不願意配合黃照岡要求，然而本於教育人員教化學生立場，不願見到黃照岡因為沒有國中學歷而影響人生規劃，最後心軟核發其畢業證書。然而黃照岡國三期間據以請假之醫院證明，由檢察官以偽造文書罪嫌調查偵辦。
2008年9月14日，前中華民國總統陳水扁經友人介紹密訪化名「黃琪」、自稱塔羅牌占卜資歷10年的黃照岡。陳水扁辦公室於同年10月22日發布新聞稿，證實有去過黃琪的工作室，但聲稱未占卜。
同年10月接受電視台訪問，出示英國護照影本，試圖證明其為1985年於英國出生，但旋即被網友指稱為偽造；東森新聞向英國貿易文化辦事處求證，證實黃琪提供的影本有問題。
媒體記者查訪黃琪士林舊家，發現門上貼著署名「被你罵不要臉的人」、內容如下的字條：「昭鋼：你已經長大，可以一邊讀書一邊賺錢。東西盡量不要搬走，我要去住，因為這些是你爸買的。」據其鄰居指稱應為其父親的大老婆（元配）所留，但亦有人指為其生母所留。
10月23日，黃琪在部落格承認自己的詐欺犯行，並試圖用騙倒陳水扁來合理化自己的犯行。
10月24日，因其於去年上網「徵包養」違反《兒童及少年性交易防制條例》，並涉嫌以「吳嘉文」名義冒名應訊，晚間遭台北縣政府警察局土城分局與刑事警察局偵七隊於台北縣新店市的汽車旅館內逮捕。10月25日，該案移送士林地檢署，士林地方法院少年法庭將他裁定責付給舅舅帶回，旋即獲釋。
警方表示，其國中就學期間，曾偽造台北市忠孝東路中心診所及北投區振興醫院的病歷，持續向學校請病假，涉觸犯偽造私文書罪，因此將在近期傳喚他到案調查。
2010年5月，於「TT1069」同志交友網站結識一名江姓男子，佯稱是「祺皋國際管理顧問公司」副總，謊稱具證券、期貨投資專業，以代為操作為由，誘騙江男交付信用卡、金融卡、存摺及密碼等，以江名義刷信用卡簽帳、盜領等方式大肆消費，前後詐取共167萬元，並竄改期貨交易對帳單取信於江，犯行直到江向銀行調閱期貨交易明細及信用卡簽帳單才被揭發。
過去幾次詐騙都因尚未成年而被裁定責付家長管教；但於2011年3月，19歲時假冒頂新集團小開魏宏帆名義申辦美國運通頂級Centurion卡（俗稱「黑卡」），虛設人頭公司「巴黎杜霖精品企業社」，盜刷新台幣六百多萬元兌現入帳，警方於2011年5月20日逮捕黃琪；對冒用身分、設人頭公司等黃琪全認罪，遭冒用之魏宏帆提出妨害名譽告訴。檢察官考量罪嫌刑度都是五年以下，並非重罪且嫌犯已認罪，予以五萬元交保。
黃琪拿到美國運通Centurion黑卡後，在Mobile01網站以代號zondzond貼文詢問網友如何使用該卡，該網站代號與何麗玲出示黃琪給的魏宏帆名片上電子郵件地址[zond147@hotmail.co.uk]有相似之處，且該代號從2011年5月底後即未再上線，推斷此代號乃為黃琪所使用。
冒用頂新集團少東名義辦卡盜刷600多萬元乙案，於2011年8月3日台北地檢署二次開庭後，被檢方以有勾串、反覆再犯之虞聲押，並命法警將黃琪上銬，台北地院3日晚間裁定羈押禁見。據知黃琪除了冒名盜刷外，尚涉嫌冒用頂新集團少東名義介入高雄「都廳苑」建案的不動產交易，向某宋姓女子詐取190多萬元。9月6日，黃琪遭到台北地檢署起訴。
9月7日，於黃琪羈押滿月後，法官開庭審理是否續押黃琪。雖然黃於當庭痛哭認錯，但法官認為雖坦承犯行，但隱匿錦州街住處未供出，顯然有逃亡可能，多次詐欺犯行金額甚巨，認有反覆實施詐欺罪之虞，有羈押必要。
2012年2月7日，台北地方法院一審就偽造文書部分判處黃琪六年有期徒刑，詐欺部分無罪。
7月31日，台灣高等法院二審就偽造文書部分判處黃琪七年有期徒刑，詐欺部分仍是無罪。
2016年5月，假釋出獄後，再度故技重施，冒用國泰集團蔡萬霖大房三子蔡鎮宇獨生女蔡佳玲等豪門第三代名義，向多家五星級飯店索取訂房優惠，犯罪集中在7月、8月間，包括台北喜來登飯店、晶華酒店、國泰商旅等多家業者受騙，僅喜來登一家即得手5、6次，檢警初估至少騙了10次，9月8日被檢警拘提到案，並依預防性羈押聲請羈押禁見，經法官審酌後裁准羈押。
7月，假冒國泰集團千金蔡佳玲親戚的名義，和友人一同免費試駕市價逾400萬元的奧迪Audi A8名車1星期，又自稱藝人張清芳丈夫宋學仁的秘書，向凱基證券爭取到期貨交易的半價手續費，被控偽造文書與詐欺。2020年5月19日，該案由台北地院判處黃琪1年2個月有期徒刑。
2016年間冒名向凱基銀行開期貨證券戶，以賺取優惠手續費，另向太古國際汽車公司無償試駕奧迪A8長達一周，再冒用友人的名義簽立房屋租賃契約，觸犯多罪。
2017年4月，又假冒影星林青霞助理，向澎湖喜來登等3家飯店騙取優惠，並以Apple Pay行動支付盜刷，另也在實品店面、網路購物，盜刷購買3C、化妝品等共34筆約7萬多元，刑事局將他與參與犯案的男性友人逮捕到案。
2018年3月，黃琪及蘇男涉嫌偽裝中年婦女聲音，冒充是某台大名醫妻子，打電話到台大計算機中心申請網路電話分機，冒充台大醫師妻子身分，向台大醫院請託、關說不當醫療行為。
2020年4月，黃琪佯裝香港首富李嘉誠祕書，向口罩大廠中衛公司詐騙大量口罩，致電中衛公司表示李嘉誠有意捐贈口罩，訂購成人及兒童口罩各5千片、酒精棉100盒，中衛公司出貨前向李嘉誠秘書、台大醫院查證，才察覺受騙提告，事後檢警依照涉嫌詐欺、偽造文書起訴，遭拘提。8月25日，臺灣臺北地方檢察署檢察官依照詐欺、偽造文書、個人資料保護法、洗錢防制法、公司法、商業會計法等罪嫌起訴。檢察官認為黃琪迄今仍狡詞卸責，犯後態度甚為不佳，顯見其毫無向善之可能，且仍有試圖影響證人之舉措及有反覆實施詐騙之虞，故建請法院繼續羈押，並予以重懲，從重量刑，以儆效尤。

### 何麗玲事件
黃琪於2011年假冒頂新集團的少東魏宏帆，申辦美國運通卡盜刷600多萬元遭到法院收押。檢警從刷卡紀錄發現他以投資高雄豪宅「都聽苑」為幌子，詐騙一名宋姓女子，黃琪事後向宋女佯稱，父親管教很嚴不敢向爸爸拿錢，希望宋女能夠借款周轉。宋女不疑有他，就這樣被詐騙了190多萬元。在追查過程中發現，社交名媛何麗玲曾經陪黃琪，以及被騙的宋姓女子一起去都聽苑看房，宋女見到黃琪有何麗玲加持，一口氣買了2戶，把自己房子拿去抵押，繳了頭期款，剩下一點現金。黃琪事後跟宋女商借，因此被騙。檢警為此約談何麗玲，何強調與黃琪不熟，是在高鐵上相遇，黃可能聽到她要去看都聽苑，才臨時起意跟著她。
黃琪過去常到何麗玲開設的美容診所進行微整形，不過在病歷資料上留下的全都是魏宏帆身份，何麗玲還以為黃琪真的就是魏宏帆，檢警發現黃琪手機裡面，卻有何麗玲的電話號碼。事件一直到宋小姐來診所找她，何麗玲才發現自己被騙。何麗玲甚至還接到一名女子的電話，自稱是頂新魏應洲的太太，告訴她兒子要去診所美容請她多照顧，何麗玲不疑有他，真的把黃琪當成魏宏帆。宋小姐認為，是何麗玲的出現才讓她被黃琪騙了，警方因此詢問何麗玲，到底知不知道黃琪的真實身分，何麗玲這才知道已經被捲入了詐騙案。
黃琪卻表示，常去何麗玲開的美容診所消費，與何麗玲熟識，因為聽何麗玲有意投資都聽苑，才會相約去看房，還找宋小姐一起去。檢警在黃琪的手機通訊錄裡面，發現何麗玲的電話。但兩人供詞矛盾，檢警懷疑其中有隱情，如證實何事先知道黃的身分，何很可能被列為共犯。
何麗玲從新加坡透過電話回應她真的以為黃琪就是魏宏帆，自己也是受害者。她自己也嚇了一跳，他就是利用名人，就是因為黃琪現在的長相跟以前完全不同，不但變的更瘦到診所時還化上濃妝，何麗玲這才沒認出來。這樣莫名其妙被騙，她認為黃琪背後很可能有一個龐大的集團操控，騙局的設計非常精密，才會讓這麼多人都受害。
何麗玲在回到台灣的記者會上出示一張黃琪給的魏宏帆名片，上有黃琪電子郵件[zond147@hotmail.co.uk]，藉由此電子郵件地址，PTT八卦板網友m44眼尖認出黃琪就是2009年在PTT狗板騙網友錢的dcdavid。黃琪牽涉詐欺案再添一樁。